# Побог-Малиновский, Владислав
Владислав Побог-Малиновский (пол. Władysław Pobóg-Malinowski; 23 ноября 1899[…], Архангельск — 21 ноября 1962[…], Женева) — польский солдат, историк и журналист. Офицер польской армии. Наиболее известен как историк и автор многочисленных книг по современной истории Польши. Его самая известная работа — «Современная политическая история Польши», опубликованная в 1956 году в Лондоне. Хотя книга была запрещена цензурой в контролируемой коммунистами Польше, она несколько раз тайно публиковалась и переиздавалась в Польше.

## Биография
Владислав Побог-Малиновский родился 23 ноября 1899 года в Архангельске в семье шляхетского происхождения (Побог — название герба его семьи, традиционно прикрепляемого к фамилии в Польше). Во время Первой мировой войны он достиг Польши и присоединился к Польской армии вскоре после ее формирования в 1918 году, после восстановления независимости Польши. Принимал участие в советско-польской войне 1920 года. После войны остался в армии и служил в 21-м полку полевой артиллерии (Краков, 1923 г.), штабе базирующегося в Кракове 5-го корпуса окружного командования (1924 г.) и 12-й полевой артиллерийский полк (1928, Злочув). Во время службы в армии он также окончил Ягеллонский университет (факультеты полонистики и политологии).
В 1929 году он был прикомандирован к Военно-историческому бюро в Варшаве. Среди наиболее известных работ, в которых он был соавтором и редактором, было 10-томное издание избранных произведений Юзефа Пилсудского, главы государства и военного лидера Польши. Побог-Малиновский ушел из армии в 1931 году (официально демобилизовался с почестями 1 октября 1932 года) и начал работать в Министерстве иностранных дел. После начала Второй мировой войны он поселился в Лондоне. В 1944 году он снова стал польским дипломатом и был отправлен в Париж. Во время своего пребывания там он некоторое время возглавлял польскоязычную секцию Radiodiffusion française.
После войны остался в эмиграции. Он продолжил работу над книгами по новейшей истории Польши, от разделов Польши до послевоенного периода. Помимо очень популярной «Политической истории Польши», он также является автором монографии о польских национал-демократах в период с 1887 по 1918 год, монографии о рейде Бездан, а также начал монументальную шеститомную биографию Юзефа Пилсудского (вышло всего два тома). Умер 21 ноября 1962 года в Женеве. После 1989 года в его честь Польской академией наук и Институтом национальной памяти учреждена ежегодная премия за «лучшее историческое дебютное произведение».